# Mănăstirea Sfinții Împărați Constantin și Elena de pe Movila lui Burcel
Mănăstirea Sfinții Împărați Constantin și Elena de pe Movila lui Burcel este o mănăstire ortodoxă din România situată în vârful legendarei movile a lui Burcel pe DN 24 Iași-Vaslui, pe teritoriul comunei Miclești. Ea a fost înființată în anul 1996 prin strădania arhimandritului Ștefan Gușă.

## Scurt istoric
Mergând pe Drumul Național Iași-Vaslui, după intrarea pe teritoriului județului Vaslui, pe partea dreaptă a drumului se află Movila lui Burcel, o formațiune naturală pitorească, cunoscută pentru legenda despre un țăran înzestrat cu pământ de către domnitorul Ștefan cel Mare și Sfânt (1457-1504). Legenda spune că prin anul 1498 domnitorul însoțit de alaiul său s-a întâlnit cu un țăran fără o mână (șoimanul Burcel care luptase alături de domnitor la Războieni) care ara de zor o movilă de pământ, în zi de duminică. Țăranul a fost întrebat de domnitor de ce muncește în zi de duminică, la care el a răspuns că nu are pământ și că, pentru a-și hrăni familia, trebuie să muncească din greu la fratele său care îi împrumută un plug și un bou doar duminica pentru a-și ara micul său ogor. Conform legendei, domnitorul Ștefan cel Mare i-a dat lui Burcel șase pungi cu galbeni pentru ca să-și cumpere boi și plug.
În zonă a existat o familie cu numele Burcel (sau Purcel), care a stăpânit moșii și a dat țării dregători de seamă, pierzându-și însă proprietățile în secolul al XVII-lea. Zona mai este cunoscută și ca rezervație botanică, cu numeroase specii rare din flora Moldovei. În fiecare an, la data de 21 mai, pe Movila lui Burcel are loc un festival folcloric, cu formații și interpreți din mai multe județe și, uneori, și din Republica Moldova.
După Revoluția din decembrie 1989 care a răsturnat de la putere regimul comunist ateist, s-a început construcția de noi lăcașuri monahale și redeschiderea celor închise de fostul regim. Episcopia Hușilor, desființată în anul 1949 de către comuniști prin contopire cu Episcopia Romanului, dispunea înainte de al doilea război mondial de peste 100 de mănăstiri și schituri, care după Decretul nr.410/1959 au fost în totalitate desființate sau transformate în depozite și CAP-uri.
În anul 1993, fusese sfințit în apropierea Movilei lui Burcel un paraclis al Mănăstirii "Ștefan cel Mare și Sfânt". Starețului mănăstirii respective, arhimandrit dr. Ștefan Gușă, i-a venit ideea să ridice un nou așezământ monahal chiar sus, pe vârful Movilei. Deoarece Movila lui Burcel este înscrisă în lista monumentelor istorice din România cu valoare memorială la poziția 38D019 și pe deasupra este și "rezervație naturală botanică", protejată de lege, el a luat legătura cu autoritățile în drept să dea autorizație de construcție (Academia Română filiala Iași, Ministerul Culturii - Direcția Generală a Patrimoniului Cultural Național, Secretariatul de Stat pentru Culte și Episcopia Romanului și Hușilor). Ca urmare a aprobărilor primite, el starețul a încheiat un contract de închiriere pe teren cu Primăria Miclești. Apoi s-a întocmit un proiect de execuție și s-a  obținut Autorizația de construcție nr.51/31.10.1996 din partea Consiliului Județean Vaslui.
Ca urmare a acestor aprobări, la data de 21 mai 1996, P.S. Gherasim Putneanul, episcop-vicar al Arhiepiscopiei Sucevei și Rădăuților, a fost delegat de Episcopia Romanului și Hușilor și a oficiat slujba de sfințire a locului unde urma să fie ridicată noua mănăstire. În decurs de un an (1996-1997) au fost ridicate trei case și o bisericuță de lemn, care au fost sfințite la 21 mai 1997 de către P.S. Ioachim Mareș, episcop al reactivatei Episcopii a Hușilor.
Lucrările au continuat și în prezent există trei corpuri de chilii, un aghiazmatar frumos sculptat în lemn de stejar, o bucătărie de vară, un adăpost pentru vite, un grup statuar constând din trei cruci, o hartă a Moldovei în hotarele ei firești și o statuie reprezentând Dacia Traiană, precum și un bust al lui Ștefan cel Mare.
În toamna anului 2005, în urma unui scurtcircuit, biserica Mănăstirii "Movila lui Burcel" a ars. În locul bisericii mistuite de incendiu, au fost construite alte două biserici, una de lemn pentru călugări și alta de piatră, pentru cetățenii care vin să se roage la mănăstire. În prezent, se intenționează amenajarea fie a unui cămin de copii, fie a unui azil de bătrâni , sau poate chiar a amândouă la un loc.
La mănăstire nu există apă potabilă, deși s-a forat până la 300 metri adâncime. S-a reușit totuși captarea câtorva izvoare de coastă la circa 1 km de mănăstire, dar din lipsă de fonduri nu s-a reușit să se facă aducțiunea apei până sus, în prezent apa fiind adusă cu "sacaua" de la 2 km, de la cealaltă mănăstire.
Hramul mănăstirii este sărbătoarea Sf. Împărați Constantin și Elena (21 mai), întrucât împăratul bizantin Constantin cel Mare este cel care a legiferat Duminica ca zi de odihnă prin Edictul de la Milan (313), iar Ștefan cel Mare i-a dat șase pungi cu galbeni lui Burcel ca să-și cumpere boi și plug pentru a nu mai necinsti ziua de odihnă, Duminica.

## Complexul mănăstiresc
Toate construcțiile ridicate pe Movila lui Burcel sunt din lemn. Biserica-paraclis este căptușită în interior cu polistiren și lambriu, iar în exterior cu șiță (draniță), acoperișul fiind de asemeni din șiță. Sculptura interioară a bisericii (străni, iconostase, scaun arhieresc, tetrapoade și catapeteasmă) a fost realizată în lemn de stejar de o echipă de artiști populari condusă de Ovidiu Țucă din Vânători Neamț, iar pictura catapetesmei aparține profesorului C. Ciubotaru din Târgu Neamț.
Grupul statuar format din trei cruci de pe Movilă reprezintă fie cele trei cruci de pe Golgota, fie Sfânta Treime, fie cele trei provincii românești, fie chiar cei trei luceferi ai Ortodoxiei: Sfântul Apostol Andrei - hramul paraclisului de la Mănăstirea "Ștefan cel Mare și Sfânt", Constantin cel Mare - cel care oficializează creștinismul și Ștefan cel Mare - cel care a apărat creștinismul, după căderea Constantinopolului sub turci (1453). Soclul monumentului urmează să fie placat cu scene din viața voievodului Ștefan cel Mare al Moldovei, iar de o parte și de alta a crucilor se intenționează să se sculpteze în lemn, piatră sau să se toarne în bronz sau fontă pe Ștefan cel Mare și pe Burcel cu boul în brazdă, așa cum l-a întâlnit Ștefan cel Mare în acea zi de Duminică a anului 1498.
Celălalt monument, care cântărește câteva zeci de tone și a fost realizat în anul 1994 de sculptorul Gheorghe Alupoae, este al unei femei din bronz. Femeia, care simbolizează Dacia Traiană, este prezentată cu ambele mâini ridicate deasupra capului rupând Pactul Ribbentrop-Molotov (1939) prin care s-a hotărât anexarea de către URSS a Basarabiei, uitându-se spre harta Moldovei cu cetățile lui Ștefan cel Mare de pe malul Nistrului: Cetatea Hotin, Cetatea Soroca, Cetatea Orhei, Cetatea Tighina, Cetatea Albă și Cetatea Chilia. În centrul hărții, este reprezentat mareșalul Ion Antonescu ordonând trecerea Prutului în 1941 și soldații care au eliberat Basarabia și care au fost măcelăriți dincolo de Prut în localitatea Țiganca, față în față cu localitatea Murgeni, dincoace de Prut.

## Imagini

Vedere de pe Movila lui Burcel
Vedere de pe Movila lui Burcel
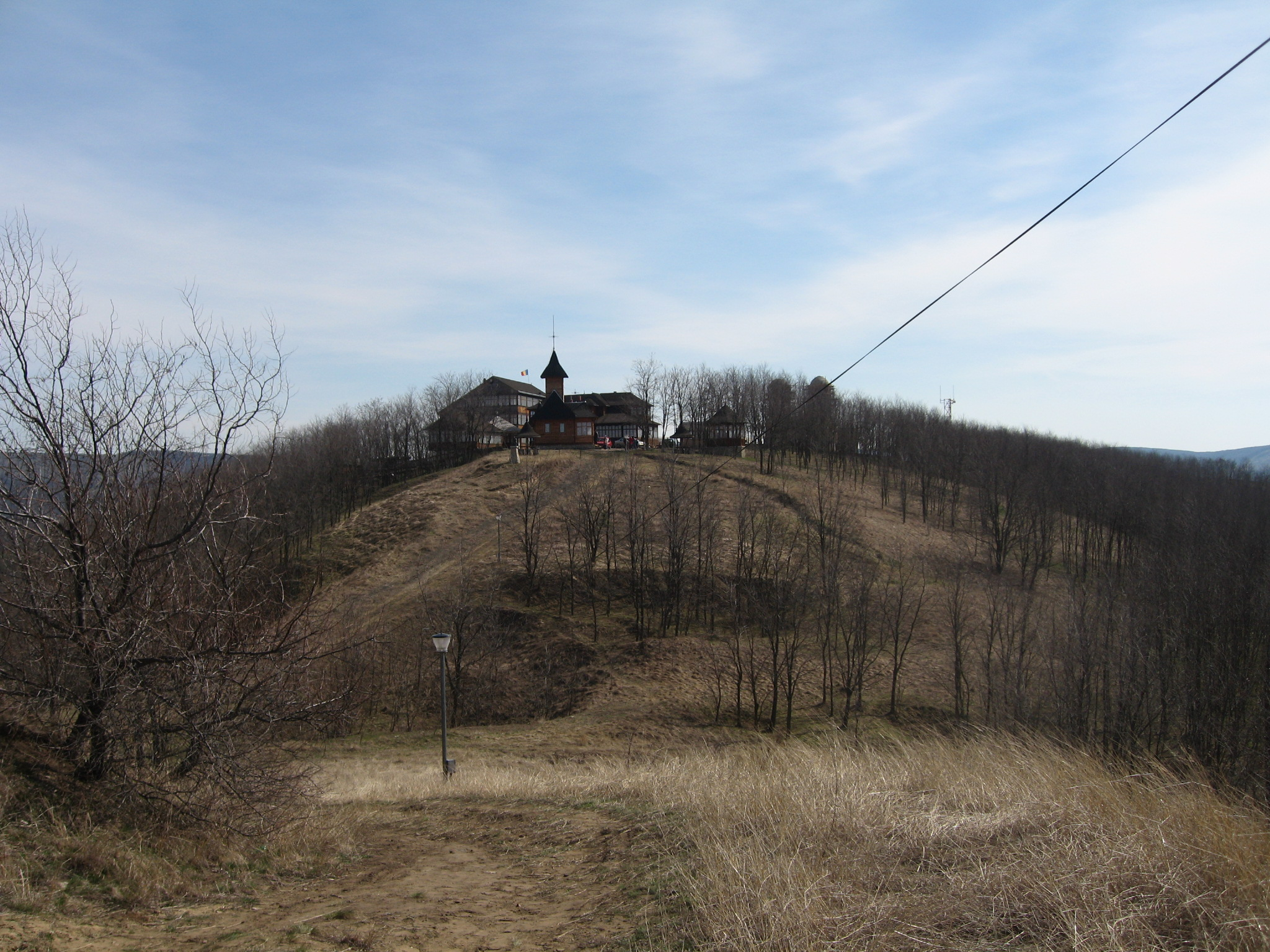
Mănăstirea văzută de la cele trei cruci
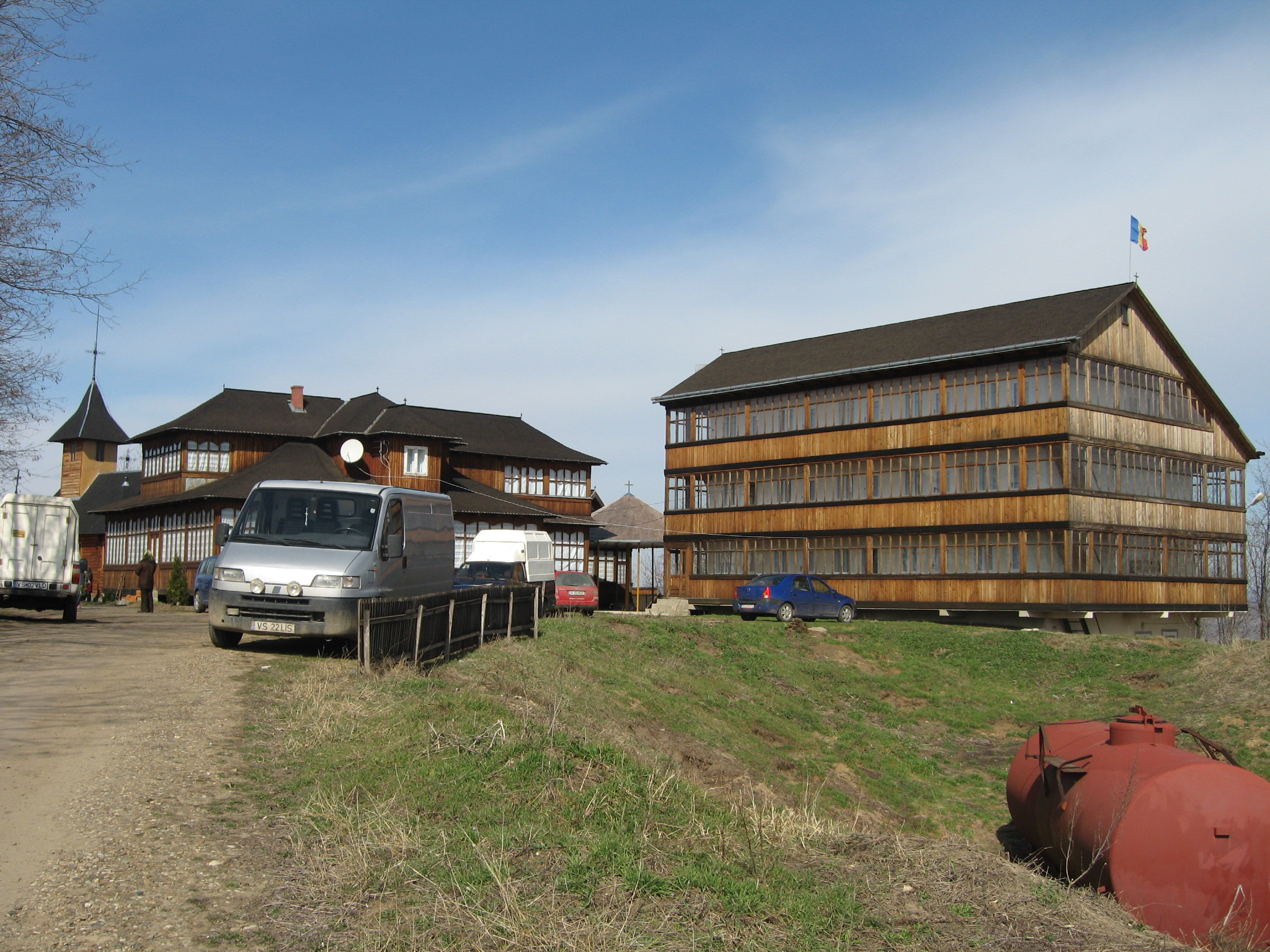
Biserica de lemn şi corpul de chilii
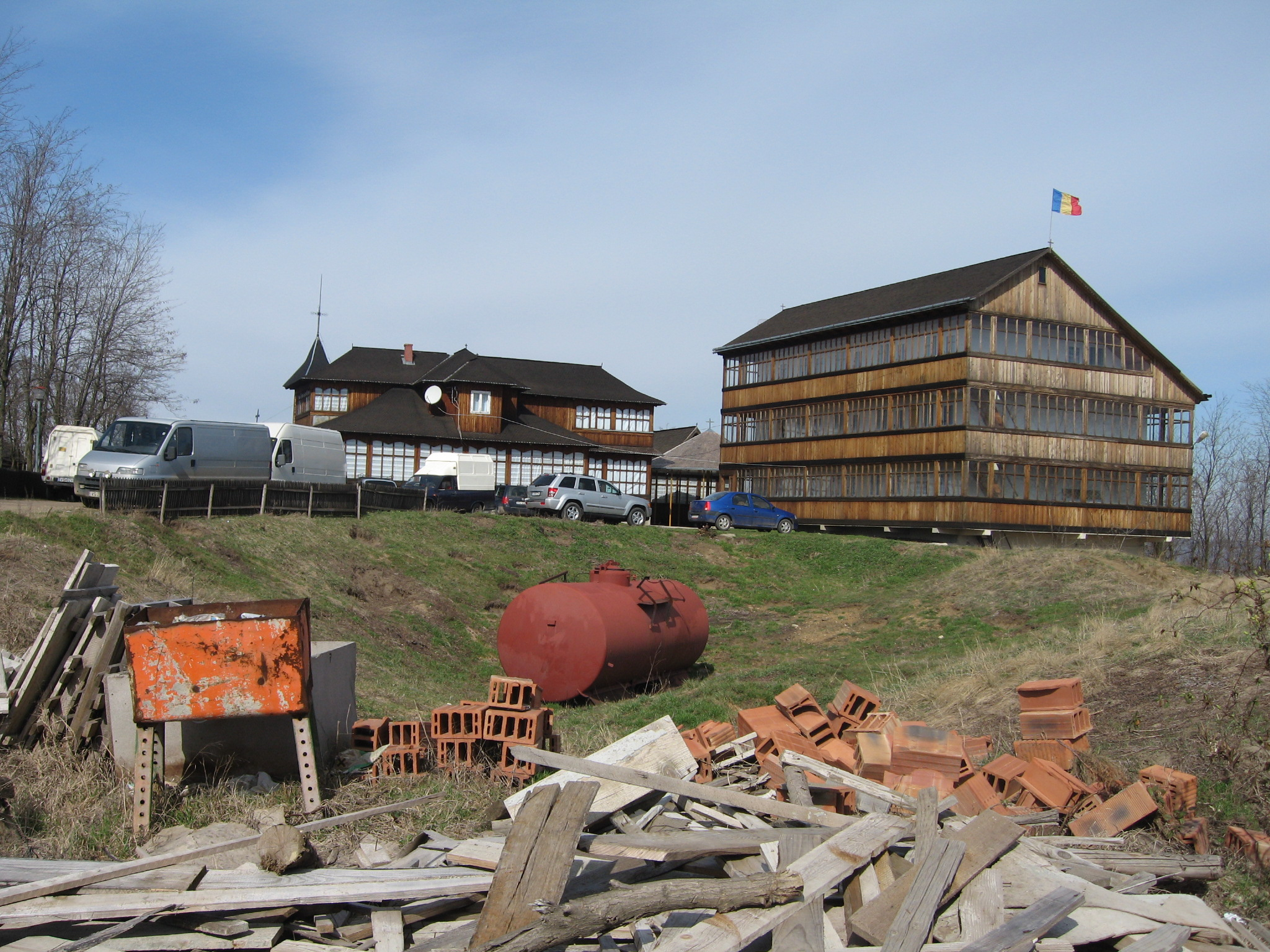
Biserica de lemn şi corpul de chilii
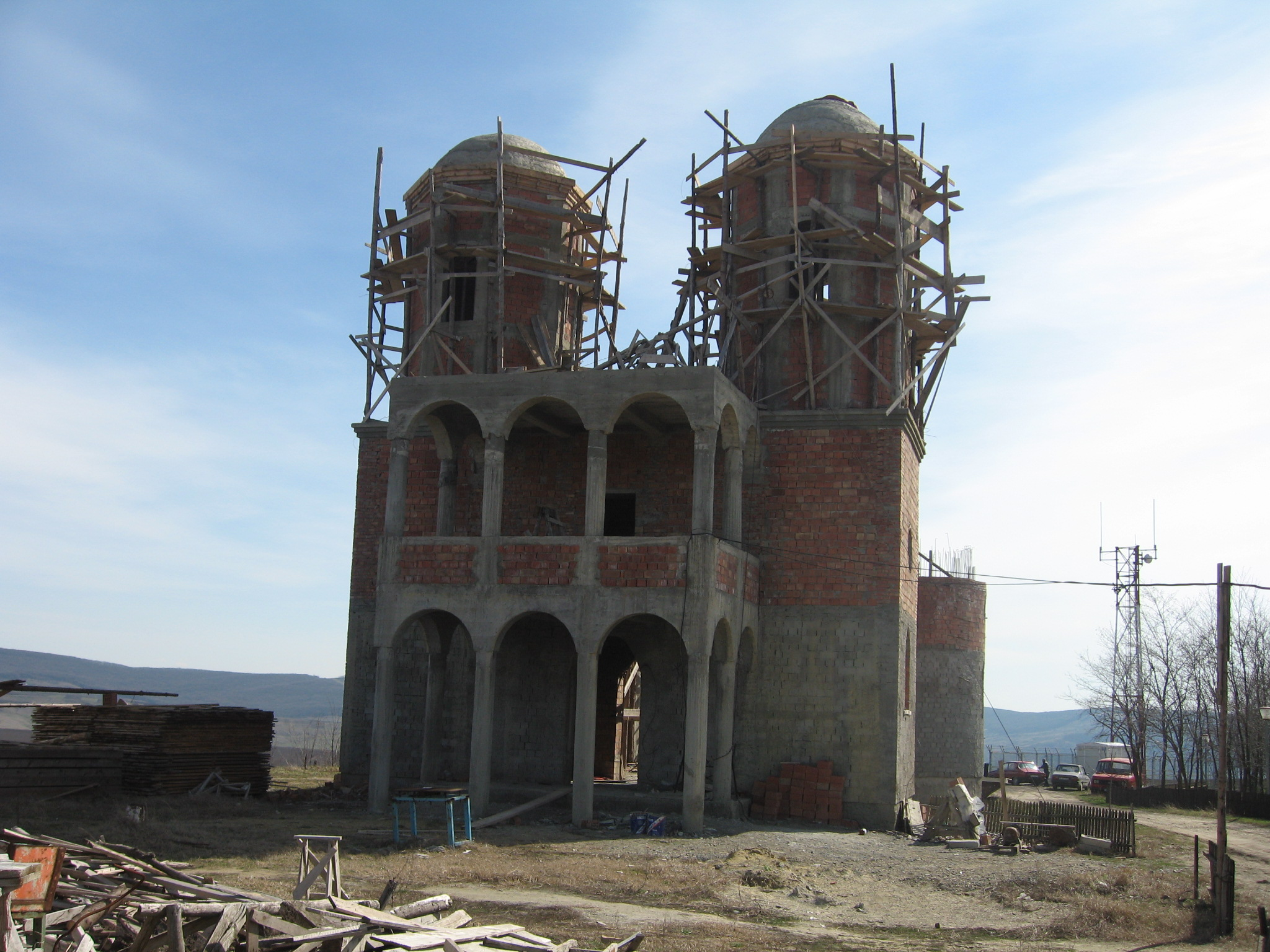
Biserica nouă
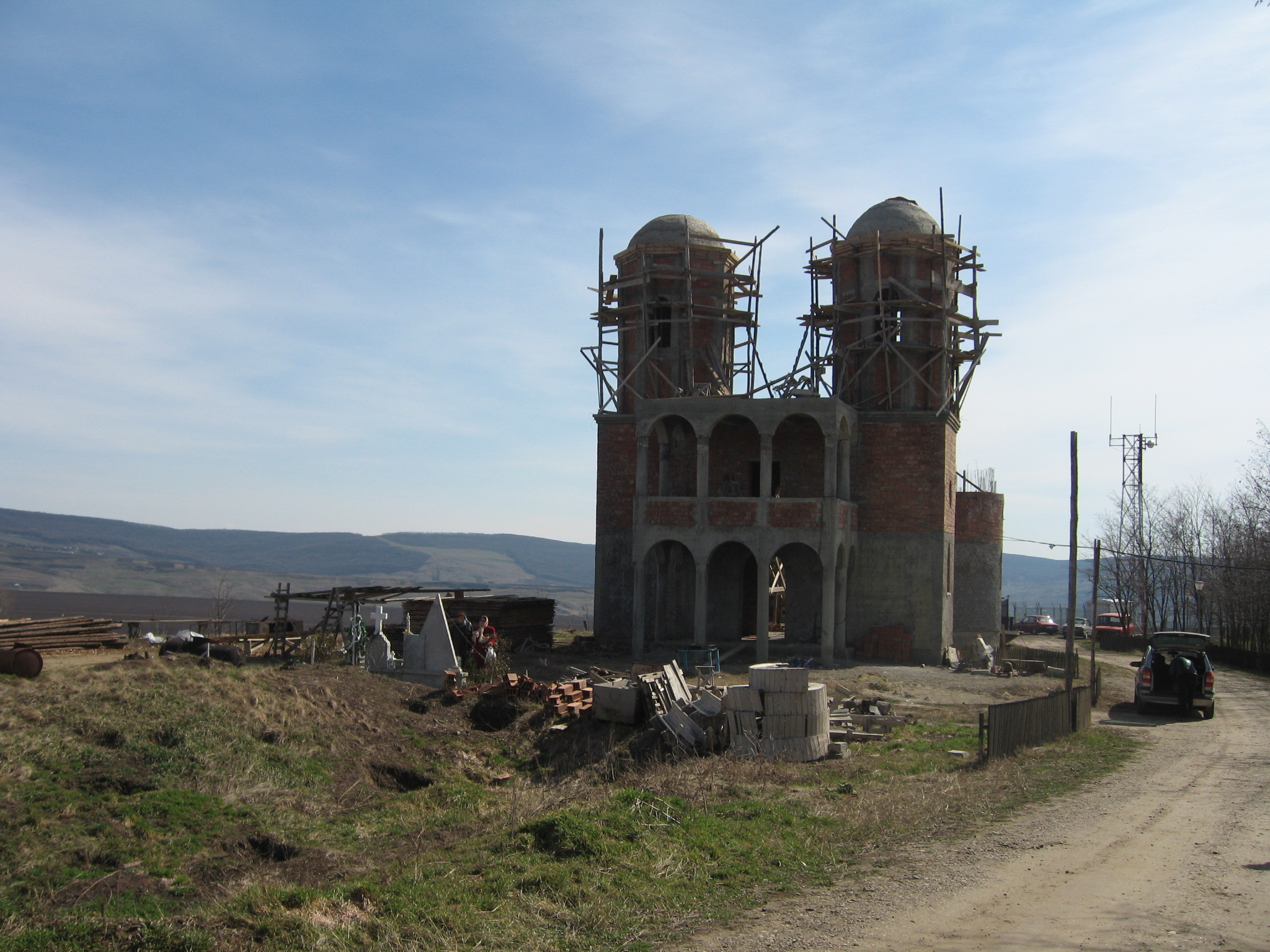
Biserica nouă
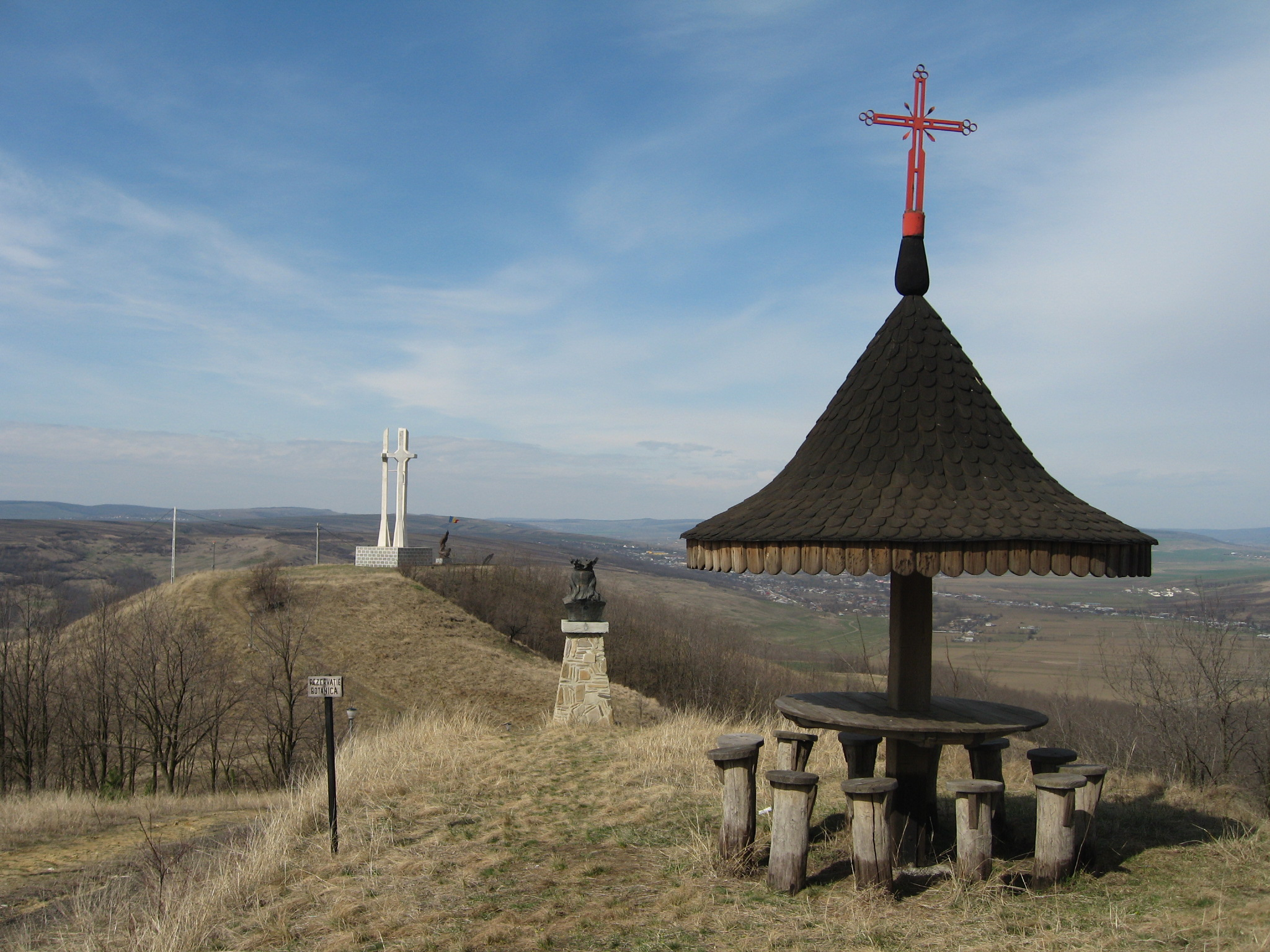
Ansamblul de monumente
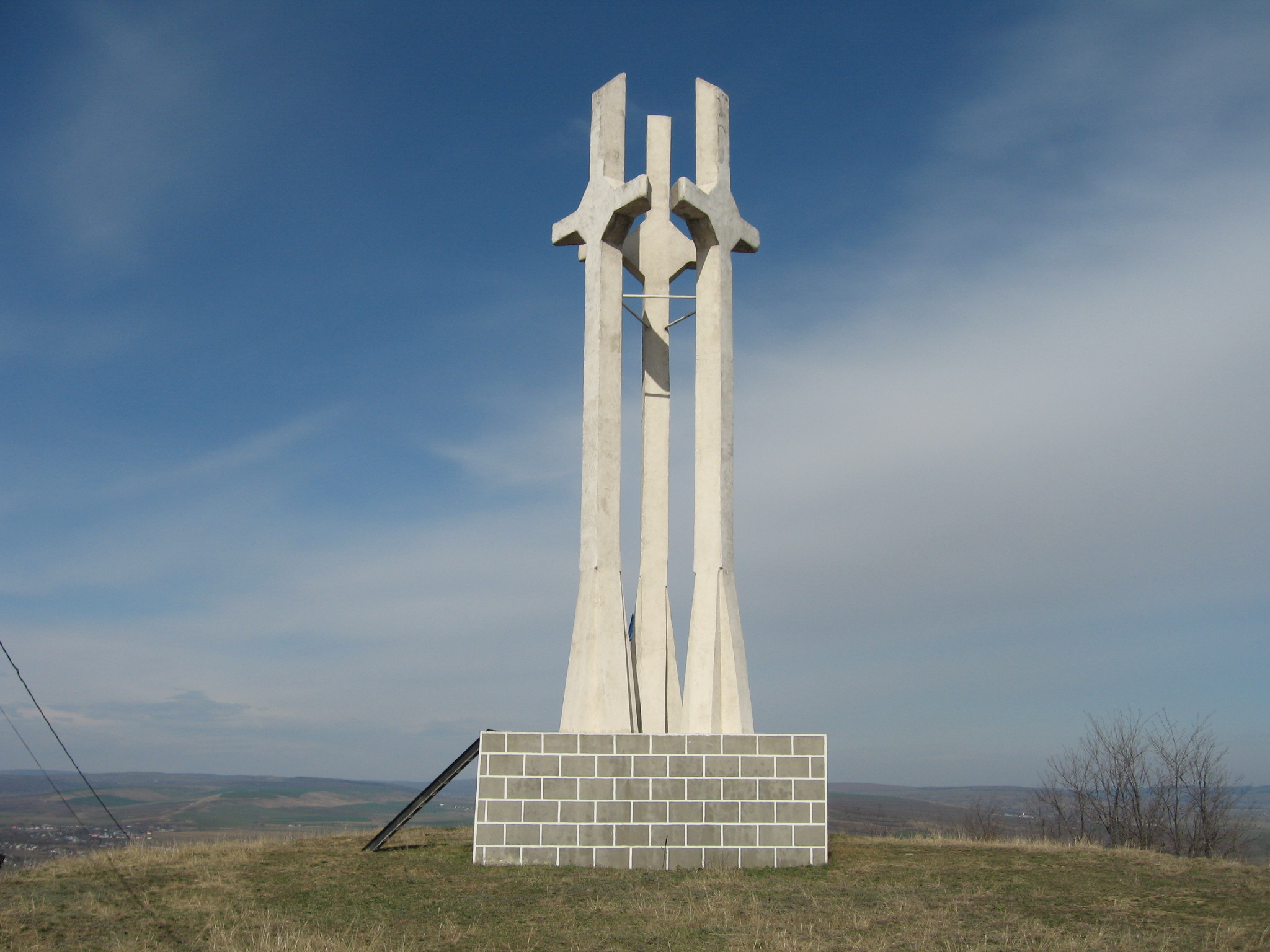
Monumentul celor trei cruci
Monumentul celor trei cruci
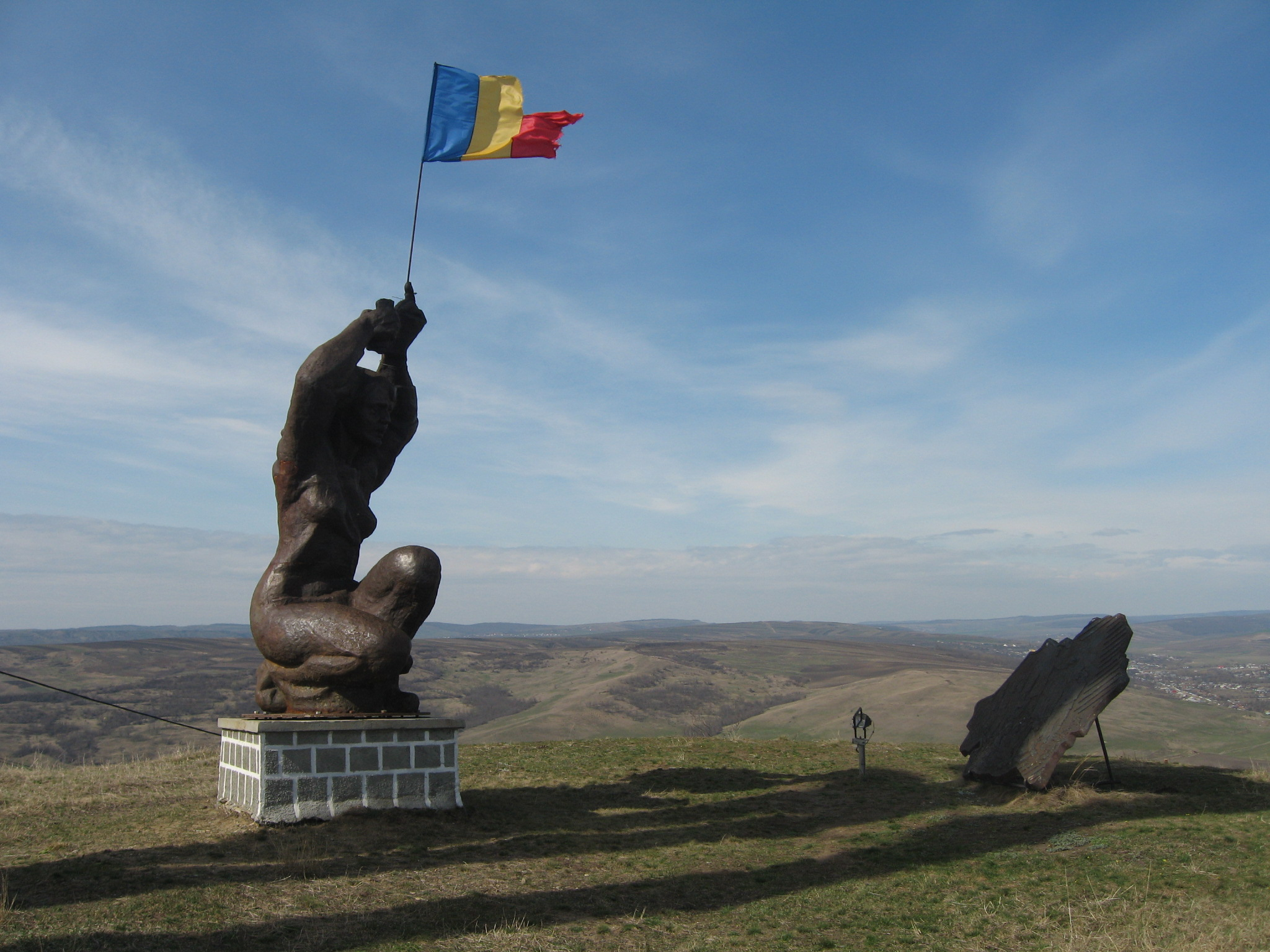
Femeia de bronz şi harta României Mari
Femeia de bronz şi harta României Mari
Harta României Mari